# Лоухское озеро
Лоухское озеро — озеро в Лоухском районе на севере Республики Карелия.

## География
Площадь поверхности озера составляет 57,9 км², водосборная площадь — 548 км². Высота над уровнем моря — 54,5 м. Из озера вытекает река Луокса.
На озере есть несколько островов: остров Зашеечный, остров Хипосный, острова Каменные, острова Оборонные. Общая площадь островов составляет 2,5 км².
На берегах озера расположены посёлок Плотина и деревня Лоушки.

## История
С 2008 года на берегу озера у пристани «Лоушки» проводится народный праздник «Старуха Лоухи — вернём доброе имя».

## Бассейн
К бассейну Лоухского озера относятся водоёмы:
- Большое Морозово
- Большое Каменное
- Северное Каменное
- Верхнее Вехкозеро
- Нижнее Вехкозеро
- Ряпукс
- Бедное
- Кенозеро
- Кальдозеро
- Медвежье

## Использование водных ресурсов
- Рыболовство (ряпушка, сиг, хариус, европейская корюшка и др.)
- Озеро популярно среди байдарочников.

## Данные водного реестра
По данным государственного водного реестра России, относится к Баренцево-Беломорскому бассейновому округу, водохозяйственный участок реки — реки бассейна Белого моря от западной границы бассейна реки Нива до северной границы бассейна реки Кемь, без реки Ковда, речной подбассейн отсутствует. Речной бассейн реки — бассейны рек Кольского полуострова и Карелии, впадает в Белое море.
Код объекта в государственном водном реестре — 02020000711102000002552.